# Obchodní federace
Obchodní federace (anglicky Trade Federation) je obchodní korporace ve fiktivním světě Star Wars. Figuruje ve třech prvních epizodách filmové trilogie: Skrytá hrozba, Klony útočí a Pomsta Sithů. Měla vzniknout v Galaktické republice roku 350 BBY za účelem provozování vesmírného obchodu a přepravy zboží napříč galaxií. Hlavou obchodní federace během Star Wars: Epizoda I – Skrytá hrozba byl místokrál Nute Gunray. Spravováním obchodních tras obchodní federace nesmírně zbohatla a stala se v podstatě nezávislou, vybudovala si vlastní vesmírnou flotilu obchodních lodí. S povolením senátu získala armádu droidů na obranu proti pirátům a dosadila vlastní zastupitele do Galaktického senátu. Později pod vlivem Darth Sidiouse zahájila blokádu planety Naboo, invazi a její okupaci. Poté se podílela na separatistickém hnutí proti Republice a spolu s dalšími vlivnými organizacemi vytvořila Konfederaci nezávislých systémů, která proti Republice vyvolala občanskou válku.

## Inspirace
Paul Horvath a Mike Hegbee srovnali sebevědomé vystupování Obchodní federace s přístupem států amerického Jihu po rozmachu průmyslového vyzrňování bavlny ve 30. letech 19. století, kdy se otrokářské státy díky své obchodní síle považovaly za nedotknutelnou mocnost. Michael Laver upozornil na paralelu s nizozemskou Sjednocenou východoindickou společností, a to jak způsobem vzniku (sjednocením dílčích obchodních společností), tak mocenskou strukturou a schopností dosahovat obchodních, diplomatických a vojenských cílů díky rozsáhlému soukromému loďstvu. David Christopher uvedl, že role Obchodní federace byla ovlivněna dlouholetým americko-japonským obchodním soupeřením – postavy Neimodiánů podle něj naplňují svou mluvou a oděním některé etnické stereotypy o Japonsku, částečně moderní, částečně odpovídající období před druhou světovou válkou. Alain Musset navrhl paralelu s chováním velkých korporací na počátku 21. století, přičemž Neimodiány srovnal s představenstvem společnosti Goldman Sachs.

## Dějiny
Galaktický senát v nových zákonech zdanil volné obchodní cesty ve středním a vnějším pásu galaxie, v důsledku nutnosti ochrany obchodních konvojů bitevními loděmi kvůli stále častějším útokům vesmírných pirátů. Nové vedení Obchodní federace pod vlivem Darth Sidiouse, na protest proti výše zmíněným zákonům zahájila v roce 32 BBY blokádu planety Naboo.
V Senátu probíhaly celý měsíc debaty o vzniklé krizi, ale bez konkrétního řešení.[zdroj⁠?!] Na Naboo byla navíc právě zvolena královna Padmé Amidala. Královna kontaktovala nejvyššího kancléře Valoruma a označila ho za osobně zodpovědného za stávající situaci.[zdroj⁠?!] Kancléř tedy jednal a bez vědomí senátu vyslal do systému jako vyslance. Zděšení Neimoidiáni se pokusili na rokaz Sithského pána Jedie zabít a okamžitě přerušili veškeré vysílání z planety. Zajali královnu Amidalu a vydírali ji, aby podepsala smlouvu legalizující okupaci. Dva Jediové ji však osvobodili, unikli společně z Naboo a ukryli se na planetě Tatooine. Sidiouse proto vyslal Darth Maula, aby je vystopoval, královnu dopravil zpět na Naboo a zlikvidoval Jedie, v čemž nakonec neuspěl. Amidale se podařilo dopravit na Coruscant a předstoupit před senát, kde Amidala žádala o osvobození své planety. Palpatine přesvědčil Amidalu, aby raději navrhla hlasovat o nedůvěře kancléři Valorumovi, než se smířit s okupací nebo roky čekat na verdikt soudu. Výsledky hlasování byly jednoznačně ve prospěch Valorumova odchodu. V následné volbě na Nejvyššího kancléře zvítězil Palpatine, posledním v historii Republiky, a navzdory jeho nesouhlasu, se Amidala společně s rytíři Jedi vydala zpět na Naboo. Podařilo se jí dostat nejen z dosahu Nuta Gunraye, ale podařilo se jí vyjednat alianci s domorodou civilizací gunganů a připravit jejich ohromnou armádu v Bažinách proti Obchodní federaci. Darth Sidious rozkázal Gunrayovi, aby proti nim vyslal armádu droidů. Proti všem předpokladům gungani porazili droidy a Amidala převzala zpět trůn a Gunraye zajala. Poté byl Gunray zatčen a vyslýchán senátem.
Za konec existence Obchodní federace je považován rok 19 BBY, kdy byla znárodněna („imperializována“) nově vzniklým Galaktickým impériem.[zdroj⁠?!]

## Neimodiáni
Neimoidiani jsou druh humanoidů. Jejich domovskou planetou je Neimoidia, ale žijí na dalších planetách různě po galaxii. Nejznámějším zástupcem tohoto druhu byl pravděpodobně senátor a místokrál Obchodní federace Nute Gunray.
- Nute Gunray – místokrál Obchodní federace a později člen Separatistické rady
- Rune Haako – velitel a vysoký důstojník, v pořadí důželitosti po Gunrayovi
- Aruteous Gunnay – společník a rádce místokrále Nuta Gunraye
- Daultay Dofine – kapitán bitevní lodě ovládající droidy
- Lott Dod – senátor za Obchodní federaci
- Lufa Danak – obchodní baron, pomocník senátora Doda
- Mik Regrap – obchodní baronka, pomocnice senátora Doda
- Aito Laff – člen Separatistické rady a pomocník místokrále
- Gap Nox – neimodiánský tělesný strážce místokrále Gunraye v Separatistické radě
- Sib Canay – neimodiánský důstojník